# 岡田恭平
岡田 恭平（おかだ きょうへい、1925年〈大正14年〉7月9日 - 没年不詳）は、日本の建築家。

## 経歴
1925年東京都生まれ。1948年東京大学建築学科卒業。卒業後特別調達庁に入庁、複数の設計事務所を経て、独立し岡田恭平建築設計事務所を設立。1980年代に亡くなったとみられる。

## 代表作品
- 坂城町農業協同組合（1968年、農協建築研究会・新日本建築設計事務所と共同）[4]
- 木更津農業協同組合（1968年、日本建築学会賞作品賞）[5]
- 大多知歯科医院（1969年）[6]
- Nk邸（1970年）[7]